# Companyia de les Filipines

La Junta de les Filipines, pintura a l'oli de gran format feta per Francisco de Goya en 1815 (Museu Goya, Castres (Tarn), França).

La Reial Companyia de les Filipines va ser una empresa privilegiada del període il·lustrat establerta el 10 de març de 1785 per una Reial Cèdula de Carles III, dirigida per Francisco Cabarrús, assumint les funcions que fins a aquest moment havia vingut desenvolupant la Reial Companyia Guipuscoana de Caracas. La seva finalitat era promoure el comerç directe entre Filipines (colònia de l'Imperi Espanyol) i la metròpoli. Es va fundar amb un fons inicial de 3000 accions de 250 pesos cadascuna, participant en l'operació les incipients empreses financeres espanyoles. Més tard, increment la seva capitalització amb l'emissió de bons.
Va tenir el monopoli de la indústria del comerç i va servir per mantenir una activitat estable entre Àsia i Espanya i va reforçar el paper de les Filipines en l'entorn asiàtic. No obstant això, va reduir els drets de monopoli de les altres companyies de l'imperi, quan va començar a créixer i participar amb uns altres monopolis espanyols, la qual cosa va donar lloc a problemes sobre competències amb els que operaven amb productes similars amb Amèrica. Més greus van ser els conflictes amb els propis filipins, que usaven la ruta amb Acapulco per a les seves activitats i amb el Regne Unit, que mantenia el comerç asiàtic com a primera potència. Aquests problemes van derivar en una progressiva decadència del projecte a partir de 1794, quedant pràcticament inoperativa a la fi del segle xviii i començaments del xix. Durant la regència de Maria Cristina en nom d'Isabel II, la companyia va ser dissolta.
Serveixi com a referència la descripció que en fa el General H.L.V. Ducoudray Holstein en les seves memòries; en el seu primer capítol descriu com era el territori de terra ferma, llavors virregnat de Nova Granada l'any 1810:
| « | El sistema colonial espanyol és generalment tan ben entès, que resultaria superflu parlar-ne aquí, però els següents detalls particulars de la Companyia de les Filipines, són molt poc coneguts. Aquesta era una societat de comerciants i altres individus molt rics de la província de Biscaia a Espanya, que van adquirir del rei el privilegi d'importar i exportar, cap a i des de les seves colònies, mercaderia de totes les descripcions. A la Terra Ferma, ni el capità general ni el virrei podien alterar els preus fixats per la companyia. Penes capitals eren ordenades contra qualsevol que arribés a comerciar amb els habitants locals sense tenir l'autorització de la companyia. Els habitants locals eren forçats a vendre els seus cultius al preu fixat. La companyia tenia bucs armats anomenats Guarda Costes, emprats per impedir l'intercanvi amb qualsevol altre buc o individu no autoritzats per la companyia. El seu guany net era al voltant del tres-cents per cent i així, aquesta manera de manejar els seus negocis pot solament servir per mostrar la condició tan lamentable en la qual es trobava Terra Ferma. | » |